# Las acacias
Las acacias é um filme argentino dirigido por Pablo Giorgelli e lançado em 2011.